# بني مرين (عين الحمام)
بني مرين هو دُوَّار يقع بجماعة بني فراسن، إقليم تازة، جهة فاس مكناس في المملكة المغربية. ينتمي الدوّار لمشيخة عين الحمام التي تضم 5 دواوير. يقدر عدد سكانه بـ 538 نسمة حسب الإحصاء الرسمي للسكان والسكنى لسنة 2004.

## روابط خارجية
- البوابة الوطنية للجماعات الترابية نسخة محفوظة 12 مارس 2018 على موقع واي باك مشين.
- المندوبية السامية للتخطيط